# Chimaera argiloba
Chimaera argiloba is een vis uit de familie van draakvissen (Chimaeridae), orde (Chimaeriformes), die voorkomt in het oosten van de Indische Oceaan.Met name de open wateren rondom Australië, Indonesia  en Nieuw Caledonië.De soort kan een maximale lengte bereiken van 91 cm en komt voor op diepten van 370 - 520.